# Halichoeres bathyphilus
Halichoeres bathyphilus là một loài cá biển thuộc chi Halichoeres trong họ Cá bàng chài. Loài này được mô tả lần đầu tiên vào năm 1932.

## Từ nguyên
Từ định danh bathyphilus được ghép bởi hai âm tiết trong tiếng Hy Lạp cổ đại: bathús (βαθύς; "sâu thẳm") và phílos (φίλος; "yêu thích"), hàm ý đề cập đến việc mẫu định danh của loài cá này được tìm thấy ở vùng nước khá sâu (khoảng 155 m).

## Phạm vi phân bố và môi trường sống
Từ bang North Carolina (Hoa Kỳ) và Bermuda, H. bathyphilus được phân bố trải dài về phía nam đến vịnh México và biển Caribe (ít nhất là đến đảo Margarita của Venezuela). Quần thể trước đây được cho là H. bathyphilus ở bờ biển Brasil đã được công nhận là một loài riêng biệt, tức Halichoeres sazimai.
H. bathyphilus sống chủ yếu ở vùng nước sâu, độ sâu có thể lên đến ít nhất là 190 m.

## Mô tả
H. bathyphilus có chiều dài cơ thể lớn nhất được ghi nhận là 23 cm. Cá cái màu hồng (trắng hơn ở thân dưới) với một đốm đen nhỏ ở giữa thân (ngay dưới gai vây lưng thứ 4). Một sọc vàng dọc theo chiều dài cơ thể, từ mõm băng qua mắt, kết thúc bởi một đốm đen ngay trước vây đuôi. Sọc vàng thứ hai mờ hơn nằm dọc theo bụng. Vây lưng, vây đuôi và vây hậu môn màu vàng nhạt. Cá đực nhìn chung màu xanh lam xám (phớt vàng ở thân dưới). Đốm đen giữa thân lớn hơn so với cá cái. Vây lưng và vây hậu môn có sọc vàng dọc theo gốc. Vây đuôi có các vệt sọc màu vàng và hồng ở giữa vây.
Số gai ở vây lưng: 9; Số tia vây ở vây lưng: 11; Số gai ở vây hậu môn: 3; Số tia vây ở vây hậu môn: 12; Số tia vây ở vây ngực: 14; Số gai ở vây bụng: 1; Số tia vây ở vây bụng: 5; Số vảy đường bên: 27.